# Muhammad al-Halbusi

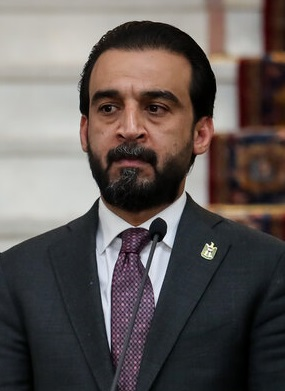
Muhammad al-Halbusi

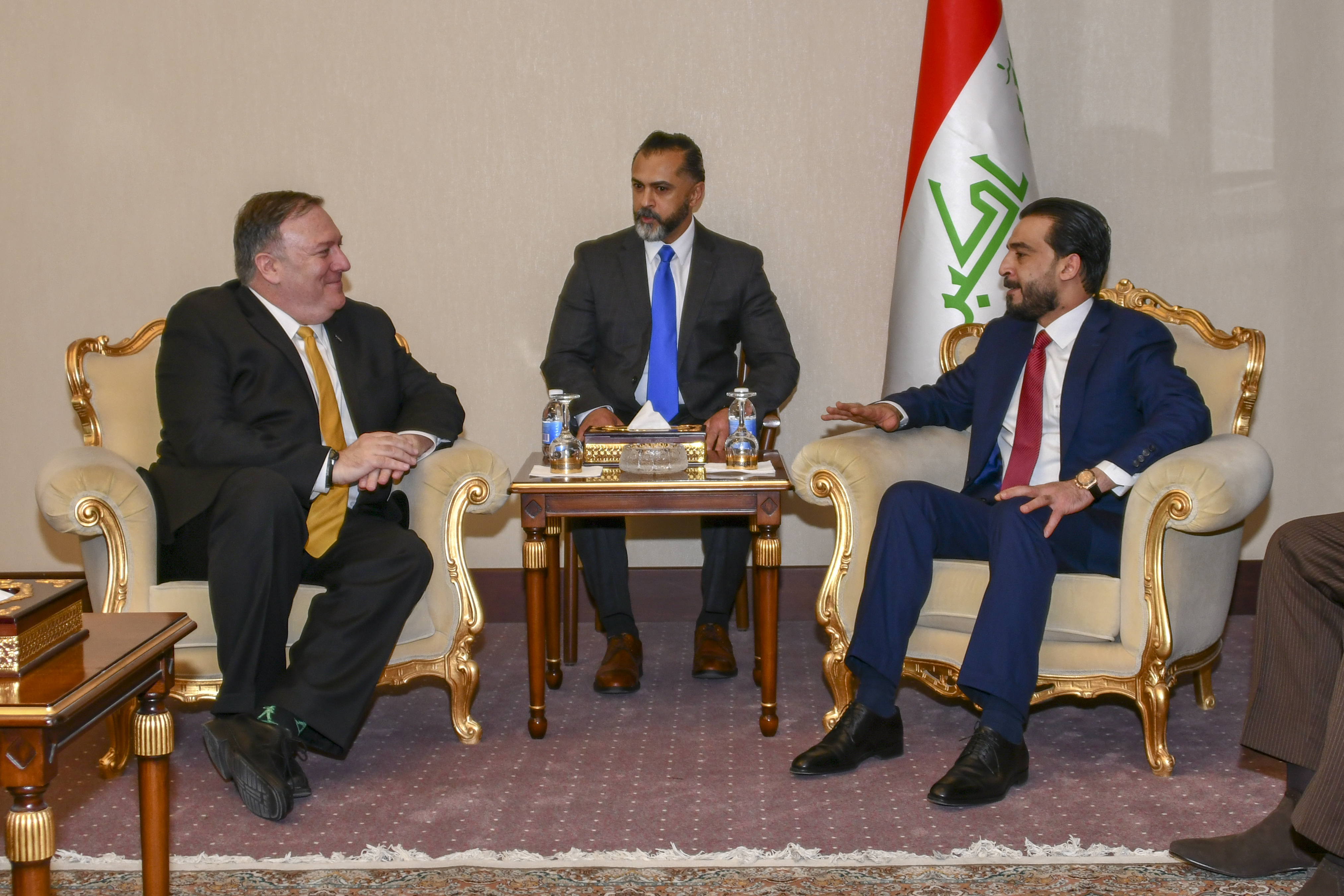
Treffen mit US-Außenminister Mike Pompeo in Bagdad am 9. Januar 2019

Muhammad Rikan Hadid Ali al-Halbusi (arabisch محمد ريكان حديد علي الحلبوسي, DMG Muḥammad Rīkān Ḥadīd ʿAlī al-Ḥalbūsī; * 4. Januar 1981 in al-Karma, Irak) ist ein irakischer Politiker und ehemaliger Ingenieur. Von 2018 bis 2023 war er Präsident des irakischen Parlaments und somit der mächtigste sunnitische Politiker des Landes.

## Leben
Al-Halbusi entstammt einer sunnitischen Familie aus dem Westirak. Ein Studium als Bauingenieur an der al-Mustansiriyya-Universität in Bagdad schloss er 2006 mit dem Mastergrad ab. Nach der US-Invasion im Jahr 2003 arbeitete er als Auftragnehmer der Vereinigten Staaten und pflegte gute Beziehungen zu schiitischen Muslimen und Kurden, die ihm bei seinem Aufstieg zur Macht erheblich halfen. Er war ab 2017 Gouverneur des Gouvernements al-Anbar als Nachfolger von Suhaib ar-Rawi, bevor er 2018 mit 169 Stimmen zum Parlamentspräsidenten als Nachfolger von Salim al-Dschaburi gewählt wurde, während sein Gegner Chalid al-Ubaidi nur 89 Stimmen erhielt. Mit 37 Jahren war er damit der jüngste Parlamentspräsident in der Geschichte des Iraks. 2022 wurde er für eine zweite Amtszeit wiedergewählt. Jedoch verlor er die Unterstützung der regierenden schiitischen Partei CF, da er versucht hatte, eine Regierung mit den Gegnern der CF-Partei zu bilden. Obwohl er sich schließlich der CF-Regierung anschloss, galt er bereits als nicht vertrauenswürdig.
Am 14. November 2023 beendet das oberste irakische Gericht seine Amtszeit als Parlamentspräsident sowie die Amtszeit des Abgeordneten Laith ad-Dulaimi. Al-Halbusi bezeichnet die Entscheidung als „seltsam“, da sie gegen die Verfassung verstoße und die nationale Stabilität untergrabe. Genauere Gründe für die Entlassung wurden nicht genannt. Als Reaktion auf die Entscheidung reichten die Minister für Kultur, Planung und Industrie Rücktrittsgesuche ein, um gegen die „gezielten Angriffe“ auf al-Halbusi zu protestieren. Die Entscheidung des Gerichts stand im Zusammenhang mit einem Verfahren, das zuvor im selben Jahr von demselben Gericht gegen al-Halbusi angestrengt wurde. In diesem Verfahren ging es um einen Streit zwischen al-Halbusi und ad-Dulaimi der ebenfalls Sunnit ist. Ad-Dulaimi hatte eine Klage gegen al-Halbusi eingereicht, in der er behauptete, al-Halbusi habe seine Unterschrift auf einem Rücktrittsschreiben gefälscht.
Vorerst übernahm der stellvertretende Parlamentspräsident Muhsin al-Mandalawi, ein Schiite, die Amtsgeschäfte bis ein neuer Parlamentspräsident ernannt werden würde.